# Kupfersuhl
Kupfersuhl ist ein Ortsteil der Kreisstadt Bad Salzungen im Wartburgkreis in Thüringen. Zu Kupfersuhl zählt die Kleinsiedlung Wackenhof.

## Geografie

### Geografische Lage
Kupfersuhl befindet sich etwa 15 km südsüdwestlich von Eisenach am südwestlichen Rand des Thüringer Waldes.

### Nachbarorte
Der Ort grenzt im Osten und Süden an die Bad Salzunger Ortsteile Etterwinden und Möhra sowie im Südwesten an Ettenhausen a.d. Suhl. Im Westen und Norden grenzen die Gerstunger Ortsteile  Burkhardtroda und Eckardtshausen an den etwa eineinhalb Kilometer nördlich von Kupfersuhl gelegenen Wackenhof.

### Berge
Als höchster Punkt der Gemarkung gilt der Eichberg (443 m ü. NN). Bemerkenswert sind auch die Berge und Hügel Pfaffenberg (441,9 m ü. NN), Eichkopf (420 m ü. NN), Blauer Berg (405,4 m ü. NN) und die sagenreiche Mörsche Kuppe (416,7 m ü. NN).

### Gewässer
Der Ortsname Kupfersuhl verweist auf die Lage des Ortes im Tal der Suhl, die an der östlichen Gemarkungsgrenze am Eichberg entspringt. Die Suhl und weitere namenlose Quellbäche im 4200 m langen Kupfersuhler Abschnitt wurden bereits im Mittelalter durch Dämme aufgestaut, um für die Erfordernisse der Kupferbergwerke genutzt werden zu können.

## Geschichte

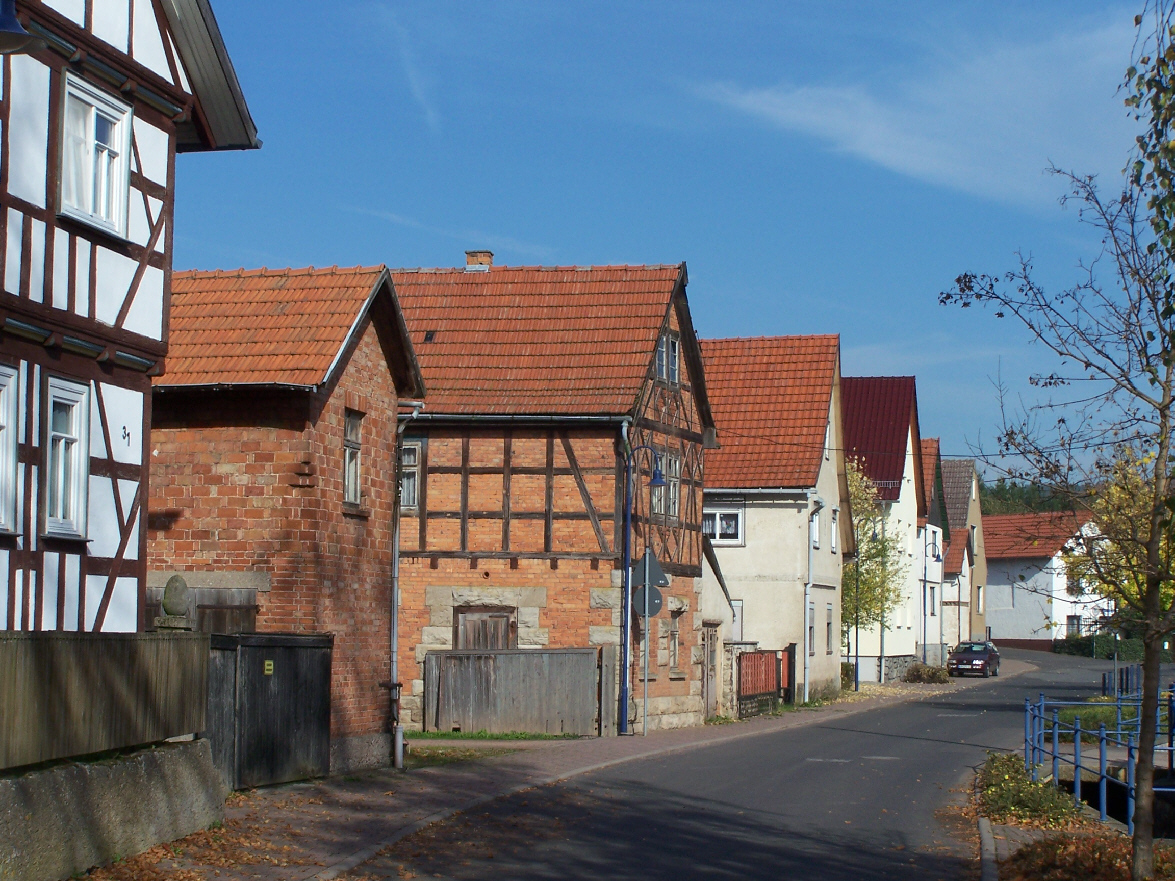
Die Hauptstraße in Kupfersuhl

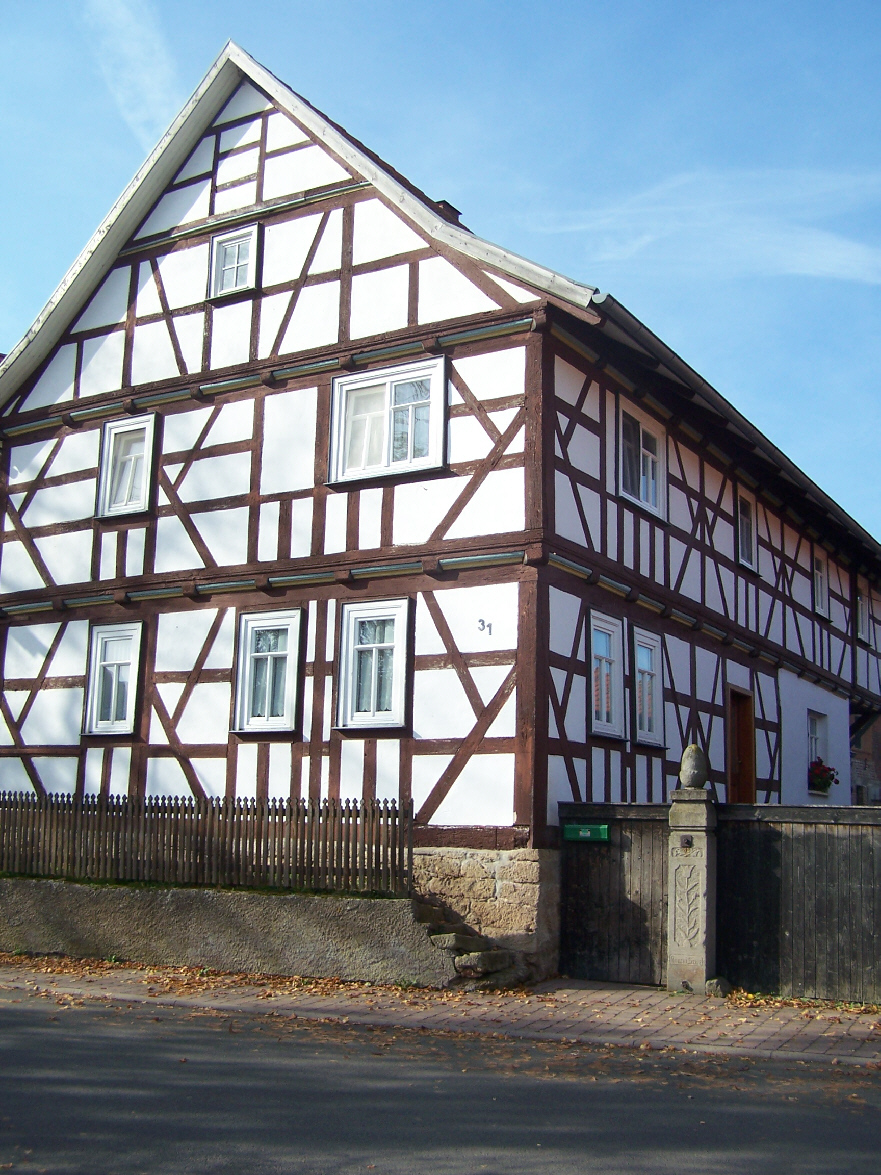
Fachwerkhaus

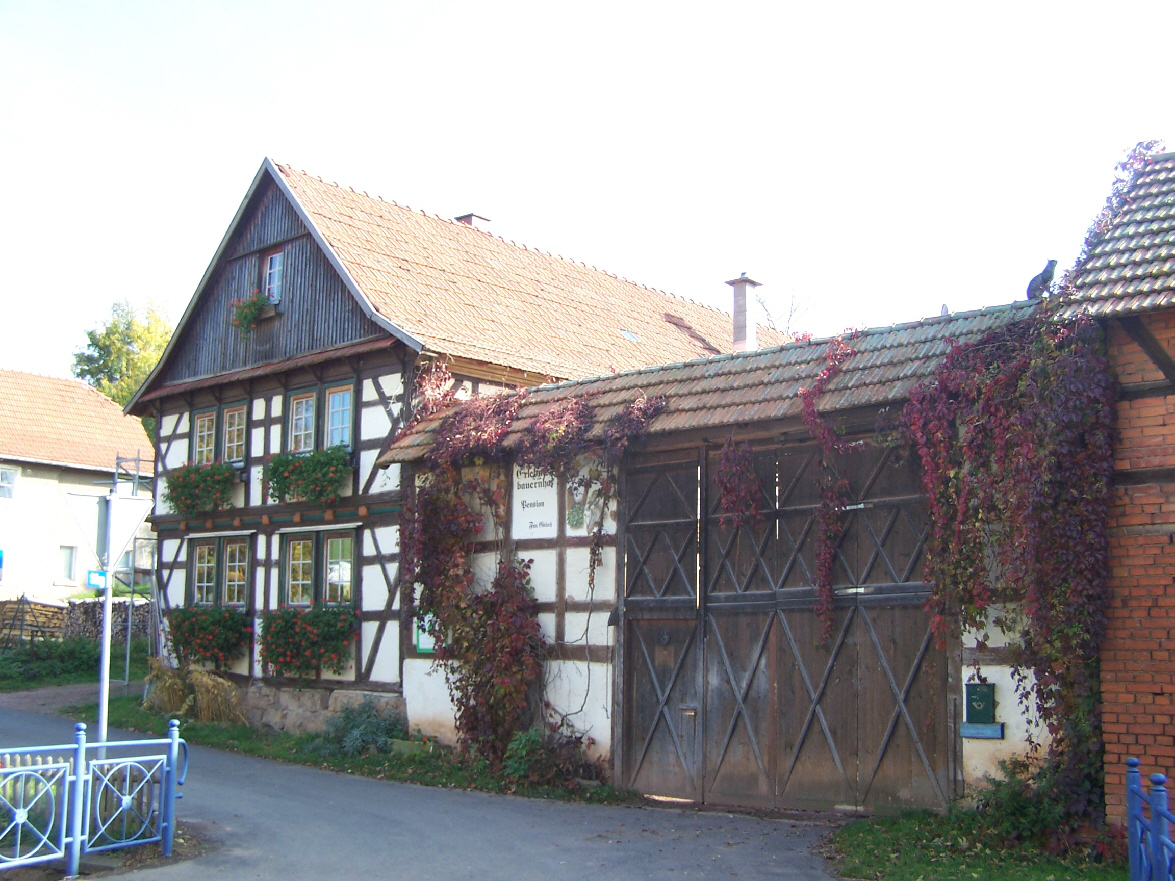
Bauernhof in Kupfersuhl

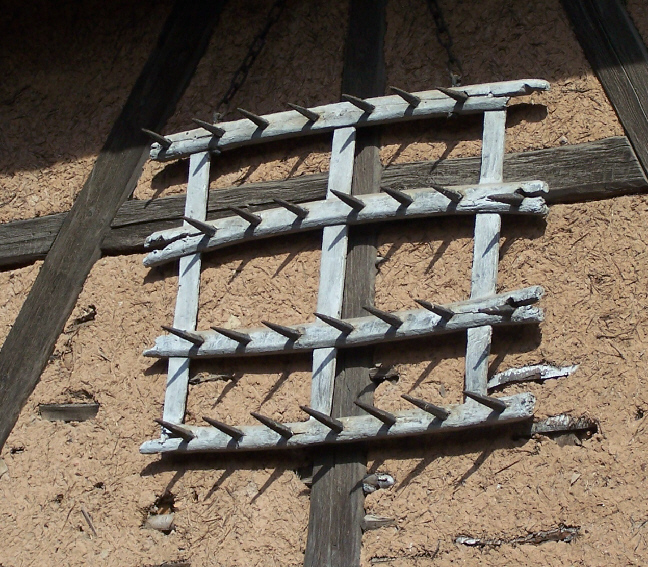
Bäuerliches Handwerkszeug, eine Egge aus dem 19. Jahrhundert

Die Gemeinde Kupfersuhl ist durch den Altbergbau sehr eng mit der Geschichte der benachbarten Orte Möhra und Ettenhausen a.d. Suhl verbunden. Zum Ort gehört die Flur der Wüstung Flachsland, ursprünglich ein kleines abgelegenes Bauerndorf im Quellbereich der Suhl, wurde es zu Gunsten der ersten Bergwerke beim Wackenhof aufgegeben.
Die urkundliche Ersterwähnung des Ortes Kupfersuhl erfolgte am 23. August 1268. Schon 1330 heißt der Ort Chuppirsula.
Der Ortsteil Wackenhof wurde ebenfalls 1268 erwähnt, in einer Urkunde des Klosters Fulda wurde dem Lazarus-Orden die Siedlungen Wackenhusen und Flachsland zu Lehen gegeben, der Ritterorden errichtete entsprechend seiner Bestimmung in Wackenhausen ein Leprosorium – als Aussätzigenhospital. Dieses war zugleich dem Gothaer Hospital unterstellt. Der Wackenhof war zudem als Komturhof ein wichtiges Verwaltungszentrum des Ordens in Thüringen. Mit dem Rückgang der Seuche im 15. Jahrhundert wurde der Lazariter-Orden auf päpstlichen Befehl dem Johanniterorden einverleibt. 1489 wurde der Ritter Heinrich Schmuckschuh als letzter Lazariter-Komtur mit dem Wackenhof belehnt, er sollte die bereits im Verfall begriffene Hofstelle wieder aufrichten, Altar und Kapelle erneuern.
Die Vorfahren Martin Luthers siedelten sich im 14. Jahrhundert mit der ersten Blüte des Bergbaus bei Kupfersuhl im Nachbardorf Möhra an. Nach der Reformation bemühte sich ab 1539 der Rat der Stadt Salzungen hartnäckig um den Erwerb der Flachsländer Wälder, diese sollten als Brennholz zur Fortführung der Salzunger Saline dienen. Gleichzeitig entstand bei Kupfersuhl eine Kupferhütte, welche ebenfalls auf das Brennholz angewiesen war; 1561 verkauft die Stadt Salzungen ihren Hof (?) in Kupfersuhl.
Während des Dreißigjährigen Krieges wurde Kupfersuhl von den Bewohnern aufgegeben und musste nach dem Krieg neu aufgesiedelt werden.
Der jagdliebende Eisenacher Herzog Johann Georg I.  verlieh 1686 die Bergwerke zu Kupfersuhl, Attchenbach-Unkeroda und Eckardtshausen an seinen Rentmeister Samuel Müller und weitere Unternehmer; 1690 wurden Veit Richter aus Nürnberg und 1701 Martin Michaelis aus Leipzig als Bergwerksbetreiber damit belehnt. Auf Betreiben späterer Eisenacher Herzöge wurde das nördlich angrenzende Gebiet um Eckhardtshausen und Schloss Wilhelmsthal als herzogliches Jagdgebiet genutzt und teilweise sogar eingezäunt. Immer wieder führte die herzogliche Verwaltung mit den Bergwerksbetreibern Streitigkeiten über die Fördermengen und technische Belange. Hinzu kamen ständige Auseinandersetzungen mit den Fuhrleuten der Region, welche die benötigte Holzkohle in großer Menge aus den Umland heranzuschaffen hatten, jedoch oft um ihren Fuhrlohn prozessieren mussten.
1706 wurde im Feldschacht bei Kupfersuhl in 24 Meter Tiefe ein versteinertes Reptilienskellett gefunden. Christian Maximilian Spener analysierte und dokumentierte das später nach ihm als Protorosaurus speneri bezeichnete Fossil im Jahr 1710, so dass es als ältester dokumentierter Fund eines fossilen Sauriers gilt. Das Fossil ist heute in einem Londoner Naturkundemuseum verwahrt. Ein weiterer Fund gelang um 1718 in 40 Meter Tiefe; dieser wird in Waldenburg (Sachsen) museal aufbewahrt.
Im Jahr 1879 wurden, basierend auf der Volkszählung von 1875, erstmals statistische Angaben publiziert. Kupfersuhl zählte 25 Wohnhäuser und 139 Einwohner; zum Ort wurde eine Schmelzhütte und der Wald Flachsland gerechnet. Die resultierende Gesamtfläche betrug 446,0 ha – davon Höfe und Gärten 4,8 ha, Wiesen 30,4 ha, Äcker 139,9 ha, Wälder 248,6 ha, Teiche, Bäche und Flüsse 2,6 ha, Wege, Triften und Obstplantagen 19,6 ha.  Zum Viehbestand  wurden 5 Pferde, 90 Rinder, 161 Schafe, 60 Schweine, 17 Ziegen angegeben. Der noch separat ausgewiesene Wackenhof bestand damals aus 3 Wohnhäusern  mit 18 Einwohnern auf einer Gesamtfläche von 69,6 ha – davon Höfe und Gärten 1,8 ha, Wiesen 1,8 ha, Äcker 38,4 ha, Wälder (kein eigener Bestand),  Teiche, Bäche und Flüsse 0,6 ha, Wege, Triften und Obstplantagen 15,8 ha. Beide Ortsteile waren nach Möhra eingepfarrt und eingeschult.
Nach 400 Jahren Bergbaubetrieb wurde der letzte Schacht bei Kupfersuhl in den 1960er Jahren aufgegeben. Während der DDR-Zeit befand sich auf dem nördlich angrenzenden Milmesberg bei Eckhardtshausen eine militärische Funkstation der GSSD, das Areal wurde zum militärischen Sperrgebiet erklärt.
Kupfersuhl gehörte seit einer Gemeindegebietsreform vom 7. Oktober 1994 zur Gemeinde Moorgrund.
Am 1. Dezember 2020 wurde die Gemeinde Moorgrund nach Bad Salzungen eingemeindet.

## Kultur und Sehenswürdigkeiten
In Kupfersuhl befindet sich ein Erlebnisbauernhof. Der Ort ist durch seine waldreiche und verkehrsberuhigte Lage ein Refugium für Erholungssuchende.
Am Wackenhof führt der Sallmannshäuser Rennsteig, ein regional bedeutsamer Wanderweg, vorbei. 2018 wurde der Kupferpfad angelegt, der an der Wehrkirche in Ettenhausen/Suhl beginnt und über Kupfersuhl zum Wackenhof führt, wo er an den Sallmannshäuser Rennsteig anbindet. Am Weg befinden sich Infotafeln zur Geschichte des Bergbaus um Kupfersuhl.
In der Ortsmitte erinnert eine Anfang Juni 2018 enthüllte naturgetreue Skulptur eines Protorosaurus an den Fossilienfund von 1706.

## Verkehr

### Straßenverkehr
Durch Kupfersuhl verläuft die Kreisstraße 9, die den Ort mit Ettenhausen und Etterwinden verbindet. Abzweige bestehen zum Wackenhof und nach Möhra.

### Schienenverkehr
Der nächstgelegene Bahnhof für den Fernverkehr befindet sich in Eisenach, in Marksuhl und Ettenhausen gibt es Haltepunkte an der Werrabahn.

### Busverkehr
Nach Kupfersuhl verkehren folgende Buslinien der Verkehrsgesellschaft Wartburgkreis mbH:
| Linie | Fahrstrecke                                                                            |
| ----- | -------------------------------------------------------------------------------------- |
| L-52b | Eisenach – Marksuhl – Burkhardtroda – Ettenhausen a.d. Suhl – Kupfersuhl               |
| L-104 | Bad Salzungen – Immelborn – Barchfeld – Witzelroda – Gumpelstadt – Möhra – Kupfersuhl  |
| L-105 | Bad Liebenstein – Schweina – Barchfeld – Witzelroda – Gumpelstadt – Möhra – Kupfersuhl |

Die Mehrzahl der Verbindungen erfolgt hierbei im Rahmen des Schulbusverkehrs.

## Wirtschaft
Die Einwohner der Gemeinde Kupfersuhl arbeiten überwiegend in den Betrieben der Umlandgemeinden. Im Ort befindet sich ein Standort der Agrargenossenschaft Moorgrund e.G., welche die Landwirtschaft und Viehzucht nach ökologischen Gesichtspunkten betreibt. Die Firma Urban Bau GmbH hat ihren Sitz in Kupfersuhl genommen.